# Beienbach
Beienbach ist ein Teil der Stadt Netphen im Kreis Siegen-Wittgenstein in Nordrhein-Westfalen mit 312 Einwohnern (Stand 30. Juni 2022).
Der Stadtteil Beienbach liegt etwa 3 km südöstlich von Netphen und etwa 11⁄2 km nördlich von Deuz auf etwa 345 m ü. NHN im oberen Tal des Beienbachs, eines rechten und östlichen Zuflusses der oberen Sieg, der am Ort anscheinend Katzenbach genannt wird. Der Ort ist umsäumt von Fichten- und Laubwäldern auf den Höhen und von landwirtschaftlich genutzten Flächen sowie alten Obstwiesen am Ortsrand. Der höchste Berg in der Umgebung ist der etwa 479 m ü. NHN hohe Nollenkopf etwa 11⁄2 km im Nordosten. Der Stadtteil umfasst eine Fläche von 3,3 km².
In der „Wüste Beienbach“ lag ursprünglich das Siedlungsgebiet Beienbachs.

## Nachbarorte
Nachbarorte von Beienbach sind Brauersdorf im Norden, Walpersdorf und Nenkersdorf im Osten, Grissenbach im Südosten, Deuz im Süden, Feuersbach im Südwesten und Netphen im Nordwesten.

## Geschichte
Beienbach wurde 1299 erstmals urkundlich erwähnt. Der Ortsname leitet sich von Biene ab (=Bienenbach) und wurde im Laufe der Zeit unterschiedlich geschrieben:
- Beinbach (1299)
- Beyenbach (1372–1805)
- Beigenbach (1461, 1512)
- Beygenbach (1461, 1633)
- Bayenbach (1657)
- Beienbach (1522)
- Beigebach (1727)

1768 wurde eine Dorfschule errichtet, die 1899 bei einem Brand vollkommen zerstört wurde. 1900 wurde die neue Schule eingeweiht. 1900 waren elf Strohdächer gegen Schieferdächer ausgetauscht worden. 1936 waren alle Strohdächer verschwunden. Nach 200 Jahren Bauuntätigkeit, abgesehen von der Schule, wurde 1929 ein neues Haus gebaut. Im Zweiten Weltkrieg dienten die alten Stollen der Grube Schnellenberg als Luftschutzbunker. 1950 setzte rege Bautätigkeit ein. 1954 wurde nach 32 Jahren wieder eine Gastwirtschaft in Beienbach eröffnet. Von 1952 bis 1962 bestand der Tischtennisverein TTC Beienbach. 1962 wurde ein Sportplatz gebaut. 1964 wurde die Müllabfuhr eingeführt. 1965 gewann Beienbach im Wettbewerb Unser Dorf soll schöner werden den zweiten Platz. 1966 wurde in Eigenleistung eine Friedhofshalle errichtet. 1968 wurde die Kanalisation gebaut. Bis zur kommunalen Neugliederung gehörte der Ort dem Amt Netphen an. Am 1. Januar 1969 wurde die Gemeinde Beienbach durch diese Neugliederung in die Großgemeinde Netphen eingegliedert. Ab 1976 wurde die Erweiterung der Schule als Dorfgemeinschaftshaus geplant, 1978 wurde dieses renoviert und 1991 mit einer Küche versehen. 1979 wird die Kanalisation erweitert, ein Jahr später wird das Klärwerk gebaut. Von 1981 bis 1984 wurden verschiedene historische Gebäude im Ort in Eigenleistung renoviert. 1988 wurde die Zufahrtsstraße mit Kreuzung erneuert. 1995 wurde ein Konzept zur Dorfentwicklung ausgearbeitet und der Umbau der Ortsdurchfahrt vollzogen. 1999 feierte der Ort sein 700-jähriges Bestehen. 2002 gründete sich der Bürgerverein Alte Schule Beienbach mit dem Zweck, die sanierungsbedürftige Dorfschule vor dem Abriss zu retten und anschließend im Eigenbetrieb als Bürgerbegegnungsstätte weiterzuführen. Die Renovierungsarbeiten, die größtenteils ehrenamtlich erbracht worden sind, dauerten von 2005 bis 2007 an. Im Jahr 2008 bekam das Dorf den Titel Unser Dorf hat Zukunft auf Kreisebene und setzte sich gegen 22 andere Orte aus dem Kreis durch. Abermals konnte 2014 im Wettbewerb Unser Dorf hat Zukunft auf Kreisebene die Goldmedaille errungen werden. In mehreren Bauabschnitten wurde Beienbach von 2021 bis 2024 an das Netphener Radwegenetz angeschlossen. Im August konnte das Dorf sein 725-jähriges Dorfjubiläum ausgiebig feiern.

### Grube Schnellenberg
Die Grube Schnellenberg wurde am 4. Juni 1883 angelegt, um Eisenerz, Bleierz und Kupfererz zu fördern. 1899 kam sie zu Häuslingstiefe in Siegen. Ab 1903 wurde die Grube drei Mal verkauft. Ab 1899 wird ein später 110 m tiefer Schacht abgeteuft. 1910 konsolidierte die Grube mit den Gruben Schnellenberg I-IV, Bismark, Kleeblatt, Gutglück, Zufälligglück und Gutehoffnung aus Beienbach und Erzvater aus Nauholz. Am 31. Mai 1922 wurde sie unter Tage, am 31. Oktober 1923 über Tage stillgelegt. Ab 1955 diente sie als Wassergewinnungsanlage.

### Einwohnerentwicklung
Einwohnerzahlen des Ortes:
| Jahr | Einwohner |
| ---- | --------- |
| 1630 | 68        |
| 1652 | 44        |
| 1818 | 149       |
| 1850 | 184       |
| 1871 | 140       |
| 1885 | 140       |
| 1889 | 138       |

| Jahr | Einwohner |
| ---- | --------- |
| 1895 | 151       |
| 1900 | 154       |
| 1905 | 152       |
| 1910 | 169       |
| 1925 | 173       |
| 1933 | 168       |
| 1935 | 247       |

| Jahr | Einwohner |
| ---- | --------- |
| 1939 | 159       |
| 1946 | 216       |
| 1950 | 230       |
| 1960 | 206       |
| 1961 | 202       |
| 1967 | 222       |
| 1970 | 255       |

| Jahr | Einwohner |
| ---- | --------- |
| 1980 | 296       |
| 1990 | 312       |
| 1994 | 328       |
| 1998 | 327       |
| 2005 | 318       |
| 2008 | 323       |
| 2009 | 330       |

| Jahr | Einwohner |
| ---- | --------- |
| 2012 | 334       |
| 2013 | 338       |
| 2014 | 336       |
| 2018 | 318       |
| 2021 | 322       |
| 2022 | 312       |

## Bürgermeister
Derzeitiger Ortsbürgermeister Ulrich Brück (UWG).

### Ehemalige Bürgermeister bzw. Ortsvorsteher
- 1961–1970: Gustav Bender († 9. November 1988)[15]
- Eberhard Flender
- Rosel Flender

## Ort
Soziale und öffentliche Einrichtungen sind:
- Bürgerhaus in der alten Schule
- Grillhütte mit Bolzplatz
- Jugendfreizeitheim des Siegerländer Bibelkreises (für Gruppen und Schulen)
- Kinderspielplatz
- Friedhof

## Kultur und Sehenswürdigkeiten
Beienbach hat zahlreiche alte Fachwerkhäuser und ein altes Backhaus sowie eine 1914 errichtete Mühle. Es gibt ein noch verwendetes Gemeinschaftskühlhaus im Ort. Durch seine im netphener Raum zentral gelegene Lage; nahe der Obernautalsperre, wird Beienbach oft als Startpunkt für Wanderungen genommen.
Regionale Bekanntheit erlangte Beienbach auch durch seinen alle zwei Jahre stattfindenden Naturmarkt.